# Mesmero
Mesmero (Vincent) —Mésmero en España— es un supervillano ficticio mutante que aparece en los cómics estadounidenses publicados por Marvel Comics.

## Historial de publicaciones
Mesmero apareció por primera vez en X-Men # 49 y fue creado por Arnold Drake, Don Heck y Werner Roth.

## Biografía
Vincent nació en el seno de una familia conflictiva. Su padre le pegaba severamente, por lo que su madre solía reconfortarlo, pero esta situación cambió cuando alcanzó la adolescencia y los poderes mutantes de Vicent emergieron y su apariencia empezó a cambiar, por lo que su padre empezó a golpearle con más frecuencia. Durante una de estas palizas, Vicent ordenó a su padre dejar a su familia para siempre y suicidarse. Cuando su padre cumplió con sus órdenes, Vincent empezó a percatarse de la existencia de sus poderes de control. En un principio, utilizó sus poderes para ayudar a su madre hipnotizando a otras personas para que sus vidas fueran más confortables.
La primera vez que apareció se enfrentó a la Patrulla-X liderando a los Semi-Hombres, un grupo que engañó a Lorna Dane, haciéndole creer que es la hija de Magneto, haciendo que despertase sus poderes mutantes latentes, con lo que se convirtió en Polaris. Mesmero tomó con éxito el control de un gran número de mutantes latentes y capturó a Lorna Dane. A continuación apareció el propio Magneto que lanzó a Mesmero y a los Semi-Hombres de nuevo contra los Hombres-X, quienes consiguieron derrotarles y huir, provocando un desprendimiento de tierras. Esto provocó que un techo cayese sobre las piernas de Magneto, dejándolo inválido y obligando a Mesmero a estar bajo las órdenes del recién llegado Erik el Rojo. Pero este Erik resultó no ser otro que Cíclope, el líder de la Patrulla, que les reunió de nuevo para volver a enfrentarse a Mesmero y sus hombres. Mesmero consiguió poner en un aprieto a la Patrulla al capturar al Ángel. Sin embargo, en ese momento fueron ayudados por Polaris, que, por boca del Hombre de Hielo se había enterado de que Magneto no era su verdadero padre. Mesmero y sus hombres, fueron entonces derrotados por la Patrulla-X.
Cuando Larry Trask reactivó los Centinelas de su fallecido padre Bolivar Trask, uno de ellos se dirigió a atrapar a Mesmero y a Magneto. Mesmero se refugió entonces tras Magneto, y cuando el Centinela le disparó a éste Mesmero descubrió horrorizado que el hombre a quien había estado sirviendo no era el verdadero Magneto, sino un robot (después se sabría que construido por Samuel Saxon). Mesmero fue capturado por los Centinelas y, posteriormente liberado. Poco después volvió a ser apresado, esta vez, como muchos otros mutantes, por el Imperio Secreto liberándole la Patrulla-X con la ayuda del Capitán América.
Mesmero reapareció un tiempo después hipnotizando a Jean Grey, Cíclope y resto de la Patrulla-X para convertirlos en atracciones de circo. Pero el verdadero Magneto apareció, también interesado en secuestrar a la Patrulla y, dejando inconsciente a Mesmero, llevó la carreta de circo donde estaban al espacio, arrojando a Mesmero fuera, controlando mentalmente su caída.
Tras ser encarcelado por Spider-Man, Mesmero consiguió fugarse aparentando un ataque y un colapso. Así el doctor le retiró el casco inhibidor y, utilizando sus poderes hipnóticos consiguió huir de la prisión. El mutante decidió fugarse hacia Canadá, pero el agente de FBI, Billings, presionó al Senador Robert F. Kelly para emplear los Centinelas en la captura del prófugo. Mesmero consiguió llegar hasta Vancouver, donde tenía lugar la Expo '86 y controló mentalmente a un de gente para defenderse del ataque de los robots gigantes. Alpha Flight, que había sido avisada, acudió al lugar enfrentándose a ambos. Finalmente Mesmero fue capturado por la Chica Púrpura.
De nuevo en libertad, se trasladó a Nueva York, donde fue contratado por Infectia para que capturase a la Bestia. Junto a cuatro de los anticuerpos de la mutante, hipnotizó a Vera Cantor para tender una trampa a Hank, pero éste derrotó a las creaciones de Infectia y Mesmero consiguió huir.
Cansado de llevar una vida delictiva, decidió montar un consultorio psicoanalítico en Londres. Debido a sus poderes adquirió excelentes resultados y fama en el medio. Sin embargo, sus actividades no pasaron desapercibidas y recibió la visita de dos robots, que le obligaron a seguir sus órdenes. Los propietarios pretendían utilizar a Mesmero para que manipule a los pacientes influyentes para ellos. Desesperado Mesmero decidió hipnotizar a Excalibur para descubrir quien lo estaba coaccionando. Excalibur siguió a los robots y se encontró con los hermanos Strucker, Fenris. Durante la pelea, Mesmero perdió el control de sus presas y el grupo británico terminó derrotando a ambos.
Tras el regreso de la Luna de los Jinetes Oscuros, inician la caza de varios mutantes a los que no consideran dignos de sobrevivir. En Seattle localizaron a Mesmero a quien estuvieron a punto de matar. El mutante hipnotista sólo logró sobrevivir internándose en la mente de Guantelete y permaneciendo en ella para impedir que se diera cuenta de que escapó al ataque.
Meses más tarde se encontró casualmente con los miembros más jóvenes de la nueva formación de Alpha Flight, que habían salido a tomar algo. Mesmero los hipnotizó, pero la llegada del resto del grupo causó el enfrentamiento de los miembros de Alpha Flight entre sí, debido al control de Mesmero. Gracias a los poderes de Murmullo, Alpha Flight logró contrarrestar el poder hipnótico de Mesmero, pero el mutante consiguió escapar en la confusión.
Algún tiempo después, Mesmero fue contactado por la agencia Arma-X, que le propuso incrementar sus poderes a cambio de trabajar para ellos. Tras convertirse en operativo de Arma-X, Mesmero empleó sus poderes para tener bajo control a Dientes de Sable. Mesmero intentó seducir a Médula, pero cuando la Morlock se percató golpeó gravemente a Mesmero y la relación entre ambos estuvo desde entonces en constante tensión.
Cuando la madre de Vincent cayó gravemente enferma lo llamó para que acudiera a su lado. Mesmero así lo hizo, pero al verla tan enferma no podía aceptar que sus poderes no le permitieran curarla. Con ellos hipnotizó a los médicos, consiguió el dinero que necesitaba para costear los gastos clínicos, pero pese a todo su madre estaba a un paso de la muerte. Incluso intentó ordenarle que no muriera, sin que por ello pudiera evitarlo. Su muerte causó una fuerte perdida de autoconfianza que produjo que sus poderes dejaran de funcionarle. Por este motivo el Director ordenó que fuera encerrado en Ningún Lugar, el campo de concentración donde estaban exterminando a gran número de mutantes. Afortunadamente para él, durante el trasporte el agente Brent Jackson salvó la vida de Mesmero logrando que volviera a recuperar su confianza.
Como consecuencia del Día-M, Mesmero perdió sus poderes mutantes. Poco después de su pérdida conoció a una chica de un local y se enamoró de ella. Sin embargo, descubrió que la chica era en realidad una prostituta y su chulo empezó a acosarlo. El chulo logró arrinconar a Vincent y lo hubiera matado de no ser por la intervención de la chica que lo salvó. Vincent prometió entonces recuperar sus poderes y entregarle el mundo.

## Poderes y habilidades
Mesmero es un mutante con la capacidad de hipnotizar a las personas para que le obedezcan. Para que su poder surta efecto debe establecer contacto visual con su víctima, que deberá mirarlo a los ojos. Una vez que una persona se encuentra hipnotizada deberá acatar las órdenes dictadas por Mesmero. El límite de personas que puede controlar simultáneamente no ha sido establecido, pero ha llegado a dominar a pequeñas multitudes. Mesmero puede permanecer en segundo plano en la mente de una persona, ejerciendo su manipulación por largos periodos de tiempo.
Se creía que la piel verde de Mesmero era una máscara, pero al parecer el verde es su color de piel real. No se sabe si nació así, o si se desarrolló más tarde, junto con sus poderes.
En un momento, Mesmero llevaba un traje que le permitía teletransportarse, dejando sólo un pequeño punto de energía, donde estuvo.

## En otros medios

### Televisión
- Mesmero hace una breve aparición en X-Men episodio "Más allá del bien y del mal, cuarta parte," junto a muchos otros psíquicos mutantes.

- Mesmero aparece en la serie animada X-Men: Evolution, con la voz de Ron Halder en un acento de Oriente Medio. Esta versión se parece a un humano normal, su rasgo distintivo principal son sus tatuajes faciales, pero es mucho más poderoso y experto en combate mano a mano que su versión de los cómics. Se ha dado a entender que la mayor parte de su poder viene de Apocalipsis; él es mostrado en paralelo con el Profesor X cuando hizo sus primeras apariciones, pero después de ser descartado por Apocalipsis no demostró tener poder alguno. En su primera aparición en el episodio "Mindbender" Mesmero utiliza a varios miembros de los jóvenes X-Men (Jean Grey, Nightcrawler, Spyke y Shadowcat) para robar tres anillos. Los tres anillos colocados en una vara de oro, forman una llave que abre la primera de las tres puertas que encierran a Apocalipsis. Finalmente, fue descubierto por el Profesor X y Rogue, pero logró escapar con los anillos para armar la llave. En el episodio "Under Lock and Key", Mesmero controla la mente de Gambito y lo envía a robar la mitad de una araña de piedra de la mansión de Warren Worthington III. Al hacerlo, fue encontrado y capturado por Magneto, quien lo llevó con Mastermind para extraer de su mente la ubicación de la otra mitad de la piedra. Uniendo las piezas de piedra creó una enorme araña metálica que cobró vida y Magneto la destruyó. Sólo entonces se enteró de que Mesmero lo había engañado para destruirla, porque la única manera de desbloquear la segunda puerta era destruyendo la araña. En el episodio de dos partes "Dark Horizon", engañó a Mystique para que abriera la tercera puerta, ya que fue incapaz de controlar su mente. Al desbloquear la puerta, Mystique se convirtió en piedra. Apocalipsis descartó a Mesmero cuando ya no lo encontró útil. En el episodio "Ascension Part 1", Mesmero fue capturado posteriormente por los X-Men y el Profesor X extrajo el plan maestro de Apocalipsis de su mente a pesar de que Mesmero sigue pensando que Apocalipsis regresará por él.

- Mesmero aparece en Ultimate Spider-Man expresada por Dwight Schultz:[4]
  - En la primera temporada, episodio "Un Día Peculiar", Se le muestra robar una joyería con algunas personas hipnotizadas cuando Spider-Man y Wolverine llegan y papel de su esquema, incluso después de que él envía a sus víctimas sobre ellos. Mesmero es entonces detenido por S.H.I.E.L.D., pero en venganza utiliza sus habilidades especiales para cambiar las mentes de Wolverine y Spider-Man y sin que nadie se dé cuenta. Después de algunas confusiones de identidad y una pelea con Dientes de Sable, Spider-Man y Wolverine visitan a Mesmero en su celda en el Helicarrier de S.H.I.E.L.D. donde se ve obligado a volver a cambiar sus mentes. Cuando Mesmero jura venganza después, Spider-Man usa sus elementos laminares en tener su boca cerrada.
  - En la segunda temporada, episodio, "El Increíble "Hulk-Araña", Mesmero se ve en la prisión del Tri-Carrier como Nick Fury le dice a Spider-Man que Mesmero planea entrar en la mente de Hulk, ya que tienen las garantías en caso de que Mesmero intenta algo. Un Mesmero contenido es llevado a la sala donde Hulk se encuentra detenido. Spider-Man intenta impedir que Mesmero haga un truco mental a Hulk que termina con la mente de Spider-Man se intercambia con la mente de Hulk. Cuando Spider-Man en el cuerpo de Hulk intenta a Mesmero para cambiar sus mentes hacia atrás, accidentalmente libera a Mesmero que se escape. En el banco, Mesmero hipnotiza a los guardias que le ayudara a robar el banco y luego al taxista que lo llevara al aeropuerto. Cuando la Mole está cerca del taxi de Mesmero, controla lo que ataca a Spider-Man y Hulk. Después la Mole se libera del control mental, que, Spider-Man, Hulk y Mesmero atrapado y obligarlo a cambiar sus mentes hacia atrás. Mesmero pasa entonces a cabo por el pánico, mientras que a merced de Hulk como llega S.H.I.E.L.D.
  - En la tercera temporada, episodio, "En busca de burritos", Spider-Man, Power Man y Chica Ardilla encuentran a Mesmero que ha estado recurriendo a los teléfonos celulares de las personas con el fin de controlar sus mentes a través de la red celular. Además del control mental de Batroc el Saltador, Boomerang, Grizzly y Shocker, Mesmero las arregla para ganar el control de la Chica Ardilla cuando contesta su teléfono celular. Cuando en la azotea con su amplificador especial, Mesmero consigue a Boomerang, Grizzly, Shocker y Chica Ardilla en la defensa de él. Spider-Man utiliza nitrógeno líquido para congelar las piernas de Mesmero. Por órdenes de Spider-Man, Mesmero libera a cada uno de su control y de olvidar lo que pasó. Mesmero más tarde fue palmeado por Spider-Man junto Boomerang y Shocker en ser dejados para la policía.